# Liviu Rebreanu

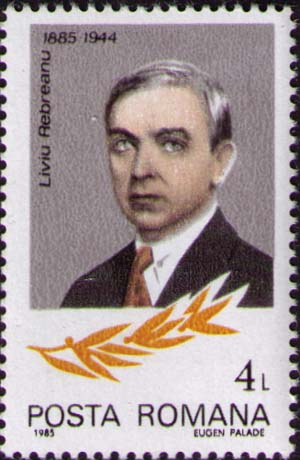
Liviu Rebreanu op een Roemeense postzegel

Liviu Rebreanu (Târlișua, District Bistrița-Năsăud, 27 november 1885 - Valea Mare (Dâmbovița), 1 september 1944) was een Roemeens schrijver en journalist.

## Leven en werk
Rebreanu groeide als zoon van een onderwijzer op in een klein dorpje in Transsylvanië, toentertijd nog onderdeel van het keizerrijk Oostenrijk-Hongarije. Hij ging naar het Duits gymnasium in Bistrița en vervolgens naar de militaire academie in Boedapest. In 1908 trad hij uit dienst en in 1909 trok hij illegaal over de Zevenburgse Alpen, naar Boekarest. In 1910 werd hij nog een poosje gevangengezet omdat Oostenrijk-Hongarije om zijn uitlevering had gevraagd, maar in 1911 werd hij bevrijd, keerde terug naar Boekarest en ging werken als journalist. Hij sloot zich aan bij diverse literaire kringen, werd secretaris van het Nationaal Theater in Craiova en leidde verder een kalm schrijversbestaan. Aan het einde van zijn leven was hij ook voorzitter van de Roemeense schrijversbond.
Rebreanu begon als schrijver van verhalen en novellen, aanvankelijk geschreven in het Hongaars. Zijn eerste bundel verscheen in 1912. In 1920 verscheen zijn in het Roemeens geschreven romandebuut Ion, over een jonge boer die geobsedeerd is door landbezit. Met dit werk vestigde hij zijn naam als vooraanstaand literator. Ion wordt, na een door de romantiek gedomineerde periode, wel de eerste moderne Roemeense roman genoemd. Het werk geeft een hard-realistische, psychologisch genuanceerd uitgewerkte beschrijving van de sociale relaties en ambities van een gemeenschap onder vreemde heerschappij.
Rebreanu’s bekendste werk is de psychologische roman Pădurea spânzuraților (1922, Nederlands: Het woud der gehangenen, 1932). Het boek beschrijft de pijnlijke situatie van Roemeense soldaten in Transsylvanië tijdens de Eerste Wereldoorlog. Staatkundig behoorden ze tot het Oostenrijks-Hongaarse rijk en werden daardoor gedwongen te vechten tegen hun eigenlijke landgenoten. De roman is gebaseerd op het waargebeurde verhaal van Emil Rebreanu, de broer van de schrijver, die in 1917 werd opgehangen omdat hij wilde overlopen naar de Roemenen. De hoofdpersoon in het boek is aanvankelijk loyaal en plichtsgetrouw, maar zijn standpunt verandert na de aanblik van een opgehangen deserteur.
Rebreanu overleed in 1944 aan een longziekte, 59 jaar oud. Hoewel zijn werk over het geheel beschouwd enigszins wisselend van kwaliteit is, wordt hij algemeen gezien als een der belangrijkste Roemeense schrijvers van de twintigste eeuw.

## Belangrijkste werken
- Ion (1920) ; Nederlands: De aarde die dronken maakt
- Pădurea spânzuraților (1922); Nederlands: Het woud der gehangenen (1932)
- Adam și Eva (1925)
- Ciuleandra (1927)
- Crăișorul (1929)
- Răscoala (1932); Nederlands: De opstand
- Jar (1934)
- Gorila (1938)
- Amândoi (1940))